# Jean Guillaume de Courpon
Jean Guillaume de Courpon, né le 30 août 1729 à Bordeaux (Gironde), mort le 26 juillet 1794 à Bordeaux (Gironde), est un général de brigade de la Révolution française.

## États de service
Il entre en service le 1er février 1746, comme volontaire dans le régiment Dauphin-cavalerie.
Il est promu général de brigade le 26 avril 1793, à l’armée des Pyrénées-Occidentales. En janvier 1794, il est décrété d’arrestation, et il meurt à l’hôpital de Bordeaux le 26 juillet 1794.

### Sources
- (en) « Generals Who Served in the French Army during the Period 1789 - 1814: Eberle to Exelmans »
- Bordeaux et la marine de guerre: XVIIe-XXe siècles, aux presses universitaires, éd 2002
- Docteur Robinet, Jean-François Eugène et J. Le Chapelain, Dictionnaire historique et biographique de la révolution et de l'empire, 1789-1815, volume 1, Librairie Historique de la révolution et de l’empire, 900 p. (lire en ligne), p. 496.